# 伊那松島站
伊那松島站（日语：／ Ina-matsushima eki */?）是位於日本長野縣上伊那郡箕輪町大字中箕輪的東海旅客鐵道（JR東海）飯田線車站。為箕輪町最重要的車站。

## 車站構造

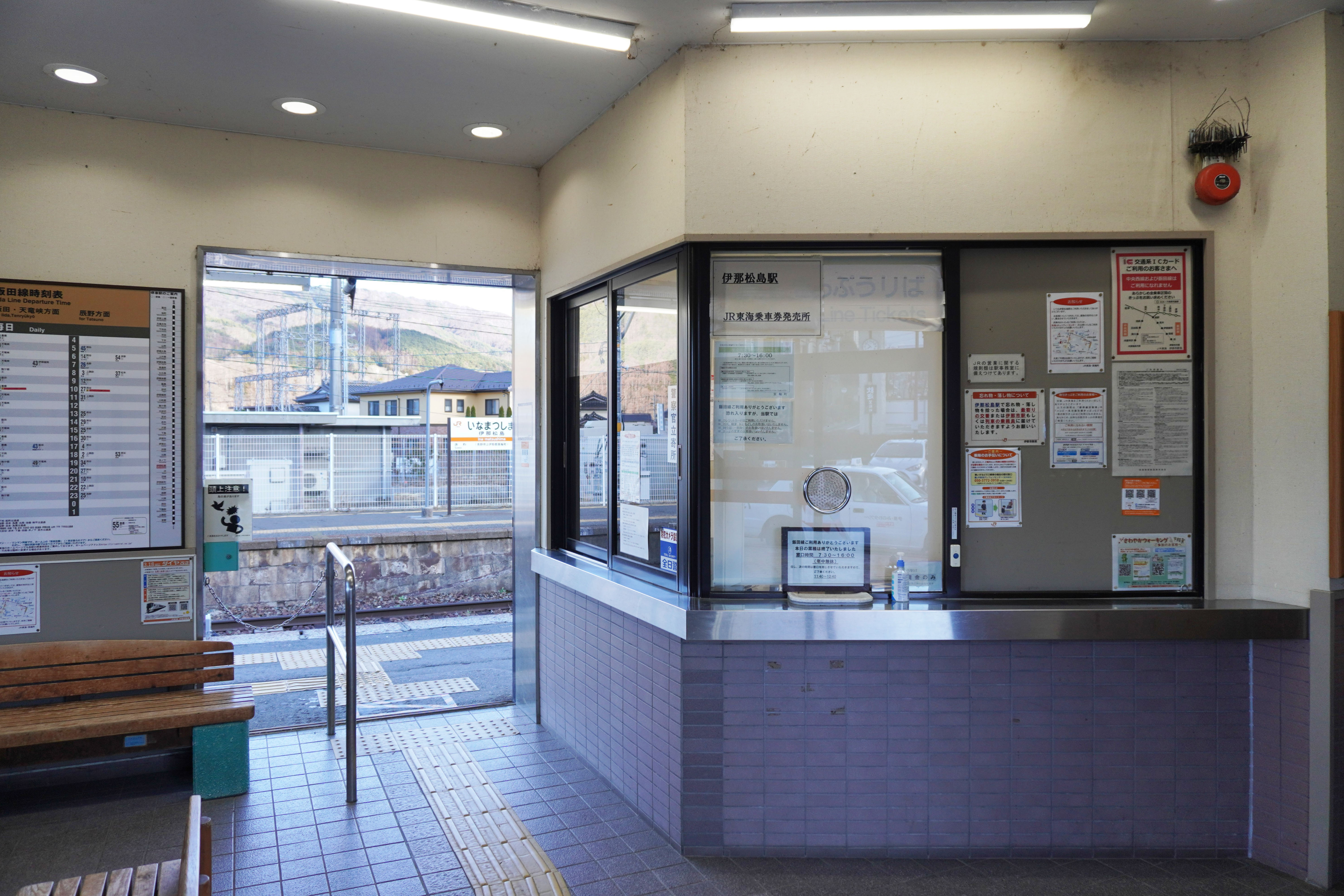
閘口(2023年3月)

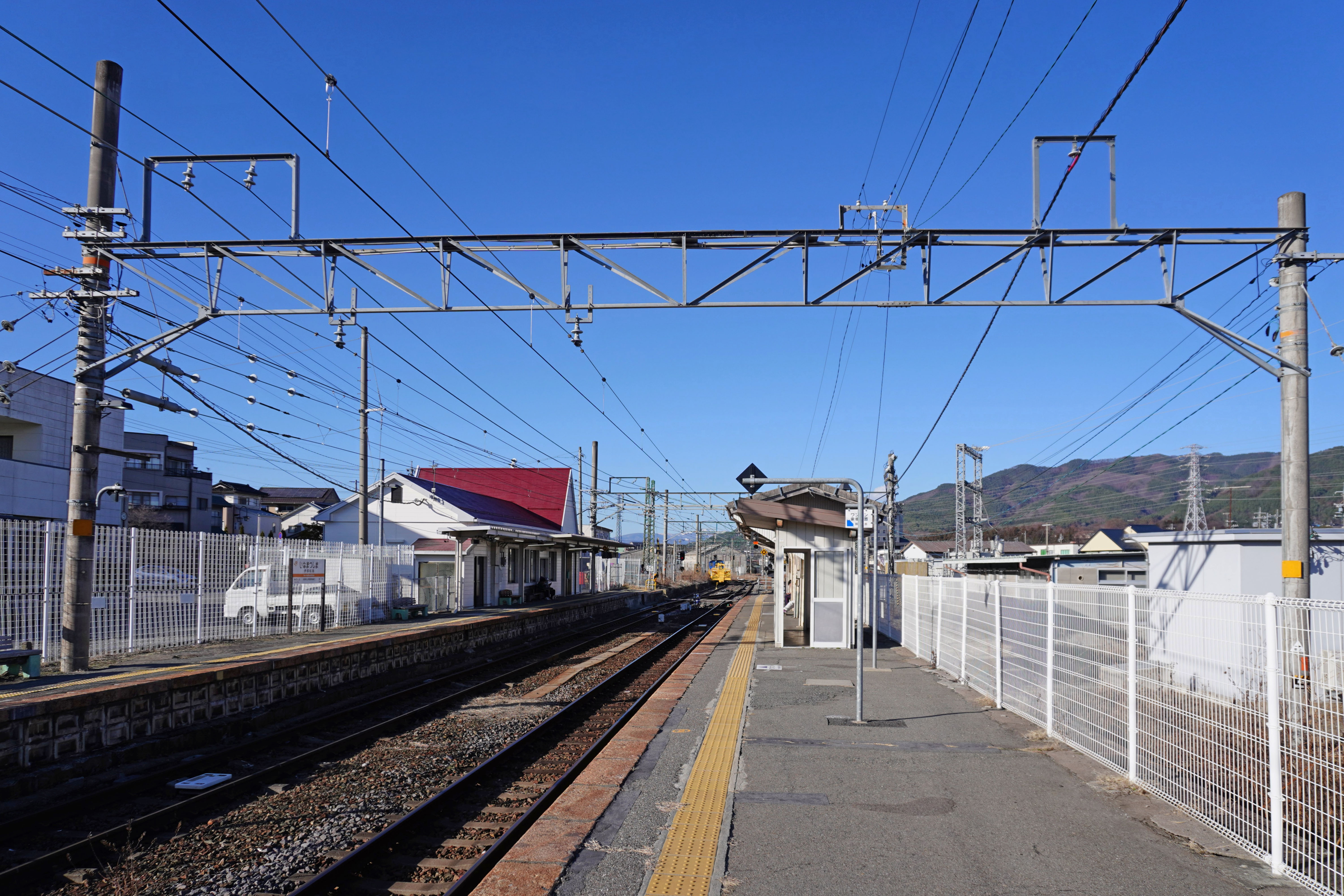
月台(2023年3月)

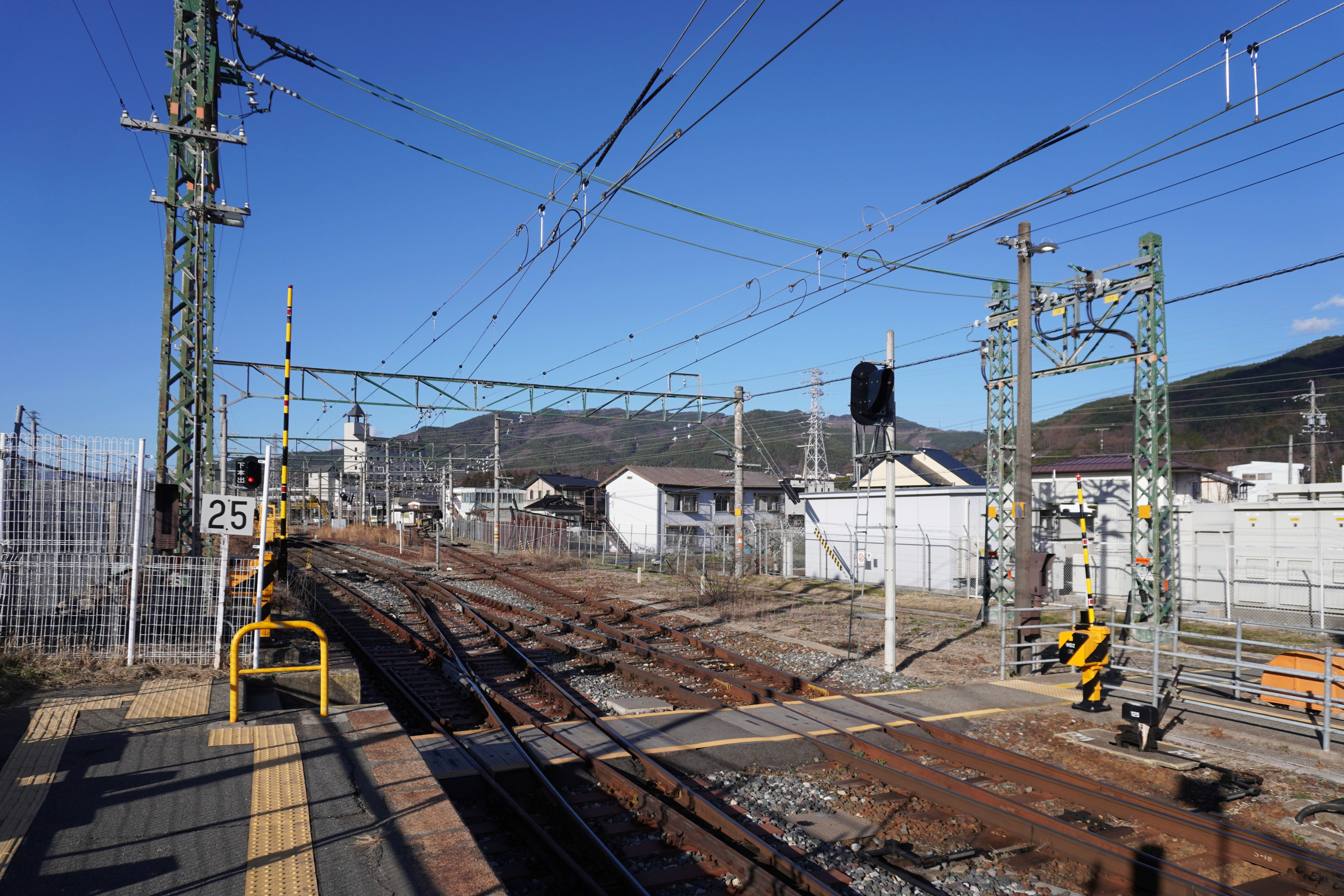
平交道(2023年3月)

- 相對式月台2面2線，可以列車交會
- 地上車站
- 站舍在下行月台。平交道在車站北面。
- 由伊那市站管理的無人站（只限早上和晚上）
- 設有綠窗口、自動售票機。
- 曾經有3號月台

### 月台配置
| 月台 | 路線   | 方向 | 目的地           | 備註                |
| ---- | ------ | ---- | ---------------- | ------------------- |
| 1    | 飯田線 | 下行 | 辰野方向         | 一部分於2號月台開出 |
| 2    | 飯田線 | 上行 | 飯田、天龍峽方向 | 一部分於1號月台開出 |

## 車站周邊
車站附近有一個巴士站。
- 箕輪町市政廳
- 箕輪中學
- 國道153號
- 天龍川
- Kyoden工廠
- 伊那松島運輸區

## 巴士路線
- 伊那巴士美濃Chan 東場/西場/南場。

## 历史
- 1909年（明治42年）12月28日 - 伊那電車軌道（1919年改名為伊那電氣鐵道）松島（現在的伊那松島）至辰野（即是西町站）之間開業，新設松島站（まつしまえき）（終點站），同日，松島工場啟用（現在的伊那松島運輸區）。
- 1911年（明治44年）2月22日 - 伊那電車軌道延長路線至木之下站，變為中途站。
- 1923年（大正12年）3月16日 - 改名為伊那松島站。開始貨運起卸服務。伊那松島至辰野之間建設新線。
- 1943年（昭和18年）8月1日 - 伊那電氣鐵道線國有化，成為國鐵飯田線車站。
- 1982年（昭和57年）11月1日 - 貨物起卸服務停止，只設旅客服務。
- 1985年（昭和60年）3月14日 - 行李起卸服務停止。
- 1987年（昭和62年）4月1日 - 因國鐵分割民營化，本站成為東海旅客鐵道的車站。
- 2000年（平成12年）夏天 - 關閉3號月台。

## 相鄰車站
東海旅客鐵道
 飯田線
■快速（包括「水篶」）
北殿－（只限「水篶」停靠木之下）－伊那松島－澤
■普通
木之下－伊那松島－澤

### 曾經存在的路線
伊那電氣鐵道
伊那電氣鐵道線（舊線）
（木之下）－松島（現、伊那松島站）－追分停留場